# 노아 그레이 케이비
노아 그레이 케이비(Noah Gray-Cabey, 1995년 11월 16일 ~ )는 미국의 배우이다.

## 출연 작품
- 히어로즈 리본: 다크 매터스 (2015)
- 더 벌룬티어 (2013)
- 히어로즈 (2006)
- 레이디 인 더 워터 (2006)
- 마이 와이프 앤 키즈 (2001)